# Aa argyrolepis
Aa argyrolepis је врста из рода орхидеја Aa из породице Orchidaceae.